# Prisoners of Power: Battlestar Rebellion
Pour plus de détails, voir Fiche technique et Distribution.
Prisoners of Power: Battlestar Rebellion (en russe : Обитаемый остров, Obitaemyy ostrov ; L'Île habitée) est un film de science fiction réalisé par Fiodor Bondartchouk. Il est inspiré du roman L'Île habitée (ru) publié en 1971 par les frères Arcadi et Boris Strougatski.
Les auteurs décrivent la vie sur une planète nommée Saraksh, gouvernée par une dictature militaire. Nous la découvrons à travers les yeux d'un jeune et beau voyageur, issu d'une civilisation plus avancée.
À cause de la longueur de l'histoire, le film est divisé en deux parties, la première sortie le 18 décembre 2008, la seconde le 23 avril 2009. Une version internationale ramenée à 115 minutes est sortie en 2012.

## Résumé

### Partie I
En l'an 2157, le personnage principal Maxime Kammerer est pilote à bord d'un vaisseau spatial en forme de calmar géant. Il est lancé à la recherche d'exoplanètes pour le « Groupe de recherches libres ». Il vient d'avoir 20 ans, et sa grand-mère lui reproche d'agir comme s'il en avait 12, quand une météorite entre en collision avec son appareil. Son vaisseau déboule à toute vitesse sur une planète inconnue et s’écrase sur les reliefs. Bras nus et en tee-shirt le beau jeune homme s’extrait de sa fusée. Ce monde ressemble à la Terre. Le vaisseau très endommagé explose obligeant Maxime à l'abandonner. Le jeune homme s'aventure dans des paysages verdoyants et tombe sur un chasseur de primes. Celui-ci le met en joue et sous la menace le conduit sur une base légionnaire. On y voit des hommes à l’entraînement sur les quelques niveaux d'une mine à ciel ouvert. Leur insigne est une croix fléchée mais ils ont pour symbole…la tête de mort.
Le caporal Guy Gaal (Fiodorov) reçoit la mission de le conduire au département de la propagande. En route le convoi passe à proximité d'un imposant pylône. Gall explique à son prisonnier qu'il s'agit d'une tour antibalistique. C'est à ce moment qu'explose une bombe. La tour s'effondre sur le convoi. Maxime parvient à sauver Gall. Les deux hommes poursuivent leur route vers la capitale. On y découvre un univers de béton à l'image des faubourgs de New-York dominé par la silhouette impressionnante d’une énorme tour centrale. Gall remet l'homme qui lui a sauvé la vie au ministère de la propagande pour un interrogatoire poussé.
Mais Strannik, le ministre de la recherche confidentielle, vient d'avoir vent de l'arrivée du mutant. Il envoie Fank son attaché pour s'assurer de sa personne. Le prisonnier lui est remis. Fank le conduit à son patron, mais il est victime d'une crise d'épilepsie alors qu'il est aux commandes du véhicule, il renverse un triporteur. Des soldats interviennent pour le protéger de la foule en furie. Mais Maxime en profite pour lui fausser compagnie. Il découvre la ville dont l'espace est sillonné de gros engins volants.
Séance du Conseil des "Pères inconnus". Dans un cabinet obscur s’avance "Papa", sorte de dictateur qui a rassemblé les principaux ministres de son régime. D'ailleurs le ton est donné par l'exécution de l'un d'eux.
Pendant ce temps, Maxime poursuit l'exploration de la cité. La population est formée d'hommes et de femmes ordinaires, mais habillés de façon moyenâgeuse. On reconnaît un porteur d'eau lourdement chargé, un montreur de marionnettes, des marmites communes, un dentiste qui opère en plein air, des courtisanes aux teintures de henné. Maxime entre dans un bar. Une serveuse du nom de Rada le séduit. Une bagarre éclate avec un homme à canne à l'allure inquiétante et aux paupières maquillées. Le jeune homme parvient à le faire déguerpir.
Pendant que Fank explique à Strannik comment il a laissé filer le "mutant", celui-ci apprend que Rada n'est autre que la sœur de Gall qu'il a sauvé. La nuit tombe, Maxime découvre l'univers de la jeune femme : un monde de gratte-ciels, sillonné de trains aériens et d'aéronefs droit sortis de Métropolis. Se promenant à travers une rue aux murs couverts d'affiche de propagande, il tombe dans une embuscade que leur a tendue l'homme à la canne déjà rencontré dans le bar. Mais Maxime est doté de pouvoirs spéciaux; ainsi a-t-il tôt fait de lui faire entendre raison ainsi qu'à ses deux acolytes. Rada emmène Maxime chez elle. Mais quelqu'un frappe. C'est Gall qui rend visite à sa sœur.
Pour autant les recherches continuent, on voit même l’impitoyable Strannick demander à Fank de les accélérer. Mais chez Rada, Gall et Maxime se sont mis à table, débardeurs et bières de rigueur. Le caporal explique la situation à son nouvel ami. Le pays est pris en étau entre les mutants au sud et l'empire insulaire, sans compter les dégénérés et leurs sabotages. Gall recommande Maxime à son lieutenant Chachu qui l'engage dans son bataillon. Après un court entraînement, le jeune terrien participe à l'arrestation de quelques dégénérés. Il assiste à leur interrogatoire et à leur condamnation à mort. Le lieutenant les conduit en forêt pour leur exécution. C'est Maxime qui devra les tuer. Mais il réalise que ce ne sont que des gens ordinaires et les laisse s'échapper. Loin d’en profiter pour s’enfuir il revient, jette son arme aux pieds du lieutenant et dit son désir de quitter la légion, par la même occasion il engage son ami Gall à le suivre. Le lieutenant excédé tire sur le mutant qui tombe inerte. Gall s'effondre de douleur mais le lieutenant le rembarque de force tandis que Maxime est laissé pour mort.
Dans leur cabinet les pères inconnus manigancent l'invasion de Khonti. Mais il faut préparer l'opinion publique. Le ministre de la propagande à son plan, faire sauter une tour pour mieux galvaniser les foules. Entre-temps, Maxime s’est remis de ses blessures, il rejoint un groupe de « dégénérés ». Leur leader lui explique que les tours sont en fait des émetteurs d’ondes pour conditionner les gens. Toute la population se laisse conditionner sans s’en apercevoir. Les prétendus dégénérés sont simplement des personnes pour qui les ondes sont douloureuses en raison d’une conformation particulière de leur cortex cérébral. D’ailleurs une attaque est prévue sur l’une d’elles. Maxime y participe sans se douter qu’elle est télécommandée par le ministère de la propagande. Pour autant l’opération est un succès spectaculaire.
De retour en ville le jeune héros se rend discrètement chez Rada. C’est l’amour entre les amoureux. Pourtant une dispute éclate avec Gall qui, s’il est favorable à son mariage avec sa sœur, ne comprend rien à ce que Maxime lui raconte sur les tours à radiations. Mais un voisin a alerté la police qui débarque pour arrêter le jeune homme et son ami. Maxime est envoyé en prison, Guy orienté dans un bataillon disciplinaire.
Strannick apprend rapidement l’arrestation. Il se rend dans son bureau faire pression sur le ministre de la propagande pour qu’il lui remette son prisonnier.
En attendant derrière les barreaux Maxime a retrouvé l’homme qui l’a capturé lors de son atterrissage ainsi qu’un des dégénérés qu’il a lui-même arrêtés lorsqu’il était candidat légionnaire. Chacun s’explique, la confiance s’instaure. D’ailleurs les trois hommes doivent coopérer pour survivre car ils sont envoyés dans la forêt pour la nettoyer des robots mitrailleurs vestiges de la dernière guerre. Aussi n’ont-ils pas trop des armes qu’on leur a données pour faire face à leurs redoutables attaques. Bientôt c’est un tank miniature qui les pourchasse. Et puis un autre tank rouge à tête de mort. Les mitrailleuses crépitent. Mais les trois hommes ont le dessus sur les machines et Maxime parvient à se rendre maître du tank rouge. Malgré ses deux compagnons qui veulent l’en détourner, il entend faire route vers le sud. D’autant qu’il soupçonne les dégénérés de vouloir simplement utiliser les tours à leur avantage.
Après avoir franchi un champ de mines, Maxime parvient près du poste frontière. Les gardes l’interpellent. Il s’arrête. Leur chef se penche sur le pare-brise blindé. « Qui est-ce qu’il y a là-dedans ? » lance-t-il à Maxime sans le reconnaître. Mais Maxime lui l’a reconnu comme étant son ami Gall. Alors sitôt que ce dernier a escaladé le blindé pour ouvrir la trappe d’accès, il le fait basculer au-dedans et démarre en trombe pour forcer le barrage. Maxime expose la situation à son ami qui ne veut rien entendre. Les deux hommes en viennent à se battre sur le blindé qui suit une route inexorablement droite au milieu d'un immense champ d’éoliennes.

### Partie 2
Alors qu’en ville le ministre de la Propagande ordonne l’arrestation de Rada la sœur de Gall, Max et ce dernier croisent la route d’un groupe de chasseurs, ce sont les fameux mutants de la frontière sud. Ils sont conduits vers une cité en ruine qui leur sert de point de ralliement. Paysage dévasté, d’immeubles effondrés, de carcasses de voitures, d’individus en guenilles au visage à moitié déformé par les radiations . Max explique à leur chef son projet de les voir eux, les mutants, s’armer pour combattre la dictature des pères inconnus. Mais les mutants ont peur. L’un d’eux conseille à Maxime d’aller consulter le sorcier. Aussitôt dit, les deux amis s’élancent dans la montagne. Et voila Maxime qui sans hésiter saute dans l’ouverture d’une caverne en faisant s’élever un nuage de chauves souris effrayées. Gall n’a d’autre choix que de le suivre. C’est une caverne sombre aux parois tapissées de chiroptères, le sol grouille de sorte de souris noires. Une balançoire vide oscille au milieu. L’instant d’après s’y balance un être étrange à la tête semblable à celle d'un bébé quoique dépourvu de bouche. C’est le sorcier : « L’équilibre de la planète est rompu. Maxime dispose d’une grande force » on comprend qu’il lui revient de devenir le nouveau roi mais d’abord le sorcier lui conseille d’aller voir du côté de l’empire insulaire. À cet effet, dès son retour chez les mutants Max se voit confier le bombardier de l’ancien empereur Kim1er.
Il s’envole avec Gall. Mais il s’approche trop près des tours. Son ami manque de perdre la raison sous l’effet de leurs radiations. Finalement c’est un tir de DCA qui endommage l’aéronef et l’oblige à s’abîmer dans l’océan tout proche. Les deux amis parviennent à s’en extirper. Ils rejoignent la terre ferme. Là voyant qu’une patrouille les attend, Maxime demande à Gall de le tenir en joue. De cette manière il pourra se faire arrêter. Il sait que la guerre est sur le point d’éclater et étant prisonnier, il ne manquera d’être mobilisé. Ce lui sera facile de se faire affecter dans le même bataillon que Gall. Alors il se fait fort de pouvoir les réunir tous les trois avec Rada.
En ville on assiste à l’arrestation de la jeune femme par la police du Procureur d’Etat. Pour autant elle refuse de collaborer, en conséquence elle se voit menée en prison. C’est un centre de détention flottant. Des soldats sont partout. Les détenus enfermés dans des cages géantes hurlent à son passage tandis que les soldats les aspergent à grands jets.
Mais voilà que la guerre contre Khontie est finalement déclarée. Les détenus masculins sont libérés, les uns amnistiés, les autres mobilisés. En uniforme et mains liées dans le dos ils s’entassent à bord de trains spéciaux . Ils sont débarqués comme des bêtes de leurs wagons et reçoivent leurs instructions de l’ancien lieutenant de Gall. Aussitôt ils s’empilent dans les blindés qui les attendent tandis que le lieutenant Chachu et d’autres officiers pilotent les tanks émetteurs de radiations chargés de leur distiller de l’ardeur au combat.
Fank de son côté a bien tenté de récupérer Maxime, mais le lieutenant l’a envoyé balader. D’ailleurs le jeune terrien se soucie plus de rester avec Gall que de sauver sa vie aussi a-t-il été obligé d’assommer l'envoyé de Strannick pour l’embarquer à bord de son blindé. Bientôt la bataille fait rage. Maxime parvient à s'éloigner. Les amis sortent du tank mais le lieutenant les attend. Il tire à plusieurs reprises sur Gall qui veut s’interposer entre lui et son ami. Le malheureux s’effondre. Le lieutenant s’apprête à tirer sur Maxime mais Gall dans un ultime effort parvient à le transpercer d’un coup d’étendard dans le dos.
En contrebas on aperçoit des nuées de blindés des forces spéciales s’élancer en pays ennemi. Mais ils sont tous détruits par une explosion atomique. Fank, Mac et les siens restés à l'écart sont les seuls survivants. Scène de désolation : des milliers de tombes s'étendent à l'infini et Maxime pleure sur celle de son ami disparu. Fank propose à Maxime de collaborer en échange de quoi il pourra revoir Rada. Mac accepte le marché et travaille comme responsable au laboratoire des produits chimiques.
Pourtant les choses se compliquent pour le Procureur d’Etat. La guerre avec Khontie est perdue et « Papa » lui reproche d’y avoir poussé. Se sachant promis à une exécution prochaine, le ministre prend les devants, part à la rencontre de Max. Il lui dévoile les plans de l’émetteur central. Sa mission sera de le reprogrammer pour devenir le nouveau roi. Mais Maxime a un autre plan, il profite des informations que lui a révélées le ministre pour s’infiltrer au cœur de l’émetteur. D’abord il le reprogramme comme prévu en position dépressive et donc l’on voit toute la population s’effondrer à terre et se tordre de douleur. De son côté, Strannick s’aperçoit de la manœuvre, il s’élance de son bureau pour se rendre sur place. Mais déjà Maxime vient de poser une bombe, le détonateur est réglé sur 10 minutes et il commence à filer. Les deux hommes se croisent. Une course-poursuite s’engage. Finalement Strannick rattrape Maxime au niveau de son propre ministère. Ils se battent.
Bientôt la bombe explose et la tour émettrice centrale s’effondre. Le jeune homme parvient à esquiver les coups redoublés de son adversaire. Il pénètre dans le ministère et libère Rada de son hibernation. La jeune femme revient à elle dans les bras de son amant. Pourtant Strannick n’en reste pas là. L’empire des pères s'effondre : les insurgés passent à l’attaque. Le procureur d’Etat se suicide pour s’y soustraire. Dans la rue les soldats sont pris à partie par le peuple. Un nouveau combat s’engage entre Maxime et Strannick. On apprend que Strannick est lui-même débarqué de la terre il y a 20 ans, qu’il avait tout fait pour sauver cette planète ; que l’émetteur central faisait partie du processus. Mais Maxime n’a rien compris et par sa faute l’invasion par l’Empire insulaire est imminente. À son tour Maxime lui demande la raison de tant de violences : pourquoi tant de morts ? tant de souffrances ? Strannick s’en justifie disant que c’est l’histoire de la planète qui le voulait ainsi. Mais Maxime tient bon tout à la joie d'avoir Rada à ses côtés. Il conclut en se disant prêt à faire face à ses nouvelles responsabilités.

## Fiche technique
- Titre français : Prisoners of Power: Battlestar Rebellion
- Titre original : Обитаемый остров (Obitaemyy ostrov)
- Réalisation : Fiodor Bondartchouk
- Scénario : Edouard Volodarski, Marina et Sergueï Diatchenko, d'après le roman L'Île habitée des frères Arcadi et Boris Strougatski
- Direction artistique : Evgueni Matiunenko
- Décors : Denis Zarembo
- Costumes : Tatiana Mamedova
- Photographie : Maxime Ossadtchi (ru)
- Son : Rostislav Alimov
- Montage : Igor Litoninski
- Musique : Youri Poteïenko
- Production : Alexander Rodnyansky, Sergueï Melkoumov
- Société(s) de production : Non-Stop Productions, Art Pictures Studio
- Société(s) de distribution : STS
- Budget : 36,6 millions $
- Pays d'origine : Russie
- Langue originale : russe
- Genre : Science-fiction
- Dates de sortie :
  -  Russie : 23 avril 2009
  -  France : 2 juillet 2013
- Classification (facult.)

## Scènes violentes
Le film est déconseillé aux moins de 16 ans.

## Distribution
- Vassili Stepanov (ru) : Maxim Kammerer
- Piotr Fiodorov : Guy Gaal
- Ioulia Sniguir : Rada Gaal
- Alekseï Serebryakov : Strannick
- Fiodor Bondartchouk : Procureur d’Etat Smart
- Sergueï Garmach : Dégénéré surnommé Zef
- Gocha Koutsenko : Dégénéré surnommé le sanglier
- Andreï Merzlikine : Fank
- Mikhaïl Ievlanov : Lieutenant Chachu
- Anna Mikhalkova : Ordi Tader
- Sergueï Barkovski (ru) : Nolle Renadu
- Alexeï Gorbounov : Chourine
- Maxime Soukhanov (ru) : Papa
- Youri Tsourilo : Général
- Aleksandr Sirine (ru) : Docteur
- Alexandre Feklistov (ru) : Dever
- Kirill Pirogov (ru) : Svyokor
- Ievguéni Sidikhine : Teste
- Sergueï Mazaïev (ru) : Voldyr
- Leonid Gromov (ru) : Gramenau
- Vassili Savinov : Lesnik
- Viatcheslav Razbegaïev (ru) : Krysolov
- Dinmukhamet Akhimov : Behemoth
- Ignati Akratchkov (ru) : lieutenant du procureur
- Elena Morozova: présentatrice TV
- Aleksandr Olechko (ru) : Khlebolek
- David Nouriev (ru) : secrétaire du tribunal